# Тевриз
Теври́з — рабочий посёлок в  Омской области. Административный центр Тевризского района и Тевризского городского поселения. 
Население — 6678 человек (2025).

## География

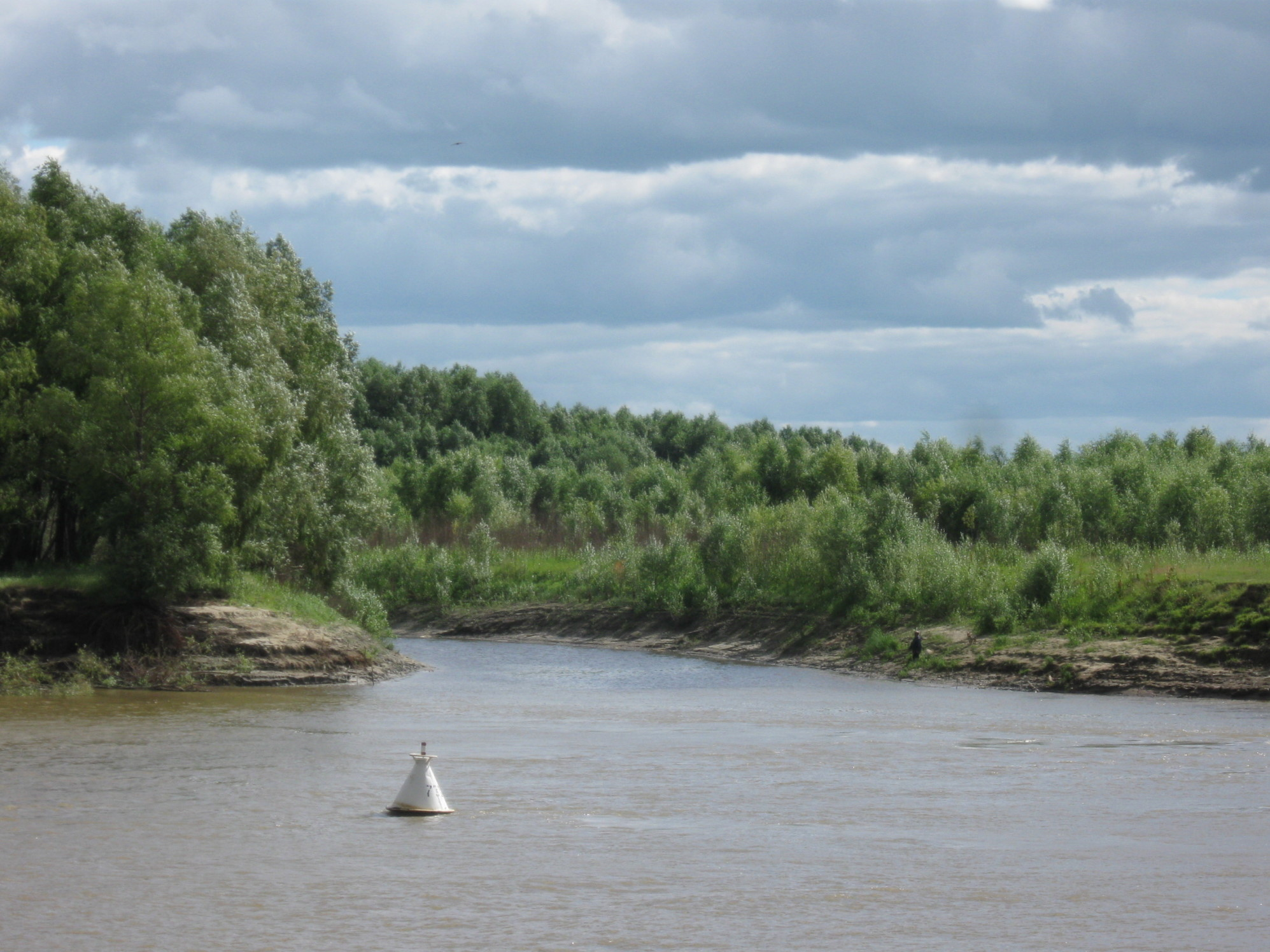
Устье реки Тевриз

Посёлок расположен на севере Омской области, в пределах Ишимской равнины, являющейся частью Западно-Сибирской равнины, на левом берегу Иртыша в устье реки Тевриз. В окрестностях Тевриза распространены пойменные кислые (в пойме реки Иртыш) и дерново-подзолистые глубокоглеевые и глееватые почвы. Почвообразующими породами являются глины и суглинки.
По автомобильным дорогам расстояние до областного центра города Омск составляет около 460 км, до ближайшего города Тара Омской области — 150 км.
Климат
Климат резко континентальный, со значительными перепадами температур зимой и летом, согласно классификации климатов Кёппена субарктический (Dfc). Многолетняя норма осадков — 464 мм. Наибольшее количество осадков выпадает в июле — 72 мм, наименьшее в феврале — 15 мм.Тевризу принадлежит абсолютный максимум февраля в области,25 февраля 2016 было +9.1° С
| Показатель                    | Янв.  | Фев.  | Март  | Апр. | Май  | Июнь | Июль | Авг. | Сен. | Окт. | Нояб. | Дек.  | Год  |
| ----------------------------- | ----- | ----- | ----- | ---- | ---- | ---- | ---- | ---- | ---- | ---- | ----- | ----- | ---- |
| Средний суточный максимум, °C | −14,6 | −12,9 | −4    | 6,1  | 15,5 | 21,8 | 24,1 | 20,2 | 14,5 | 4,2  | −5,8  | −11,3 | 4,8  |
| Средняя температура, °C       | −19,3 | −18   | −9,6  | 1,2  | 9,5  | 15,9 | 18,6 | 15,1 | 9,7  | 0,7  | −9,8  | −15,9 | −0,2 |
| Средний суточный минимум, °C  | −23,9 | −23   | −15,1 | −3,7 | 3,6  | 10,0 | 13,1 | 10,0 | 4,9  | −2,8 | −13,7 | −20,4 | −5,5 |
| Норма осадков, мм             | 23    | 15    | 16    | 27   | 39   | 64   | 72   | 67   | 45   | 39   | 32    | 25    | 464  |
| Источник: Климат: Тевриз      |       |       |       |      |      |      |      |      |      |      |       |       |      |

## Этимология
Населенный пункт назван по гидрониму Тевриз, что в переводе с языка хантов означает «тёмная вода» («тай» — тёмная, «ис» — вода).

## История
В XII — XIII веках до прихода русских переселенцев здесь жили югорские, демьяновские, васюганские и тюркоязычные племена — коурдаки, ян-иртышские, товутузские.
Впервые деревня Тевризская упоминается в документах 1785 года, как русское поселение государственных крестьян. Основатели деревни пришли из Дубровинской волости (деревень Трушниковой, Долгушиной, Коршуновой, Дубровной, Красной горы и Быковой) и Абалацкой волости (деревень Ланбиной, Ярковой). Территория участка деревни относилась к Тарскому округу. Волостным центром считалось село Завьялово.
С 1794 года — село. В конце XIX — начале XX веков — волостной центр Тарского уезда Тобольской губернии.
Основным занятием населения были охота, ореховый промысел, рыболовство, а также заготовка лесных материалов, дров и строевого леса. Ежегодно с 13 по 15 ноября проводилась ярмарка, основными предметами торговли на которой были орехи, дичь, ягоды и рыба (оборот в 1910 году — 85 тыс. руб.).
По сведениям 1912 года, в Тевризе имелись лечебница, хлебозапасный магазин, винная лавка, 9 торговых лавок, 2 водяных мельницы, маслобойка, кузница, 3 пожарных сарая, земская станция. Действовали библиотека и две школы: церковно-приходская, открытая в 1886 году священником о. Иоанном Неводчиковым и министерская — с 1897 года. При Тевризском волостном правлении велись почтовые операции, действовали государственная сберегательная касса, сельский банк. В селе располагались участки крестьянского начальника, полицейского урядника, мирового судьи.
В январе-феврале 1918 года в селе утвердилась советская власть.
С 1924 года — центр района и сельского совета.
В середине 1920-х годов здесь действовали школа I ступени, библиотека, изба-читальня, больница, агрономический пункт, ветеринарный пункт, почтово-телеграфное отделение, ссудо-сберегательная касса, лавка общества потребителей, кредитное товарищество, кожзавод, маслозавод.
В 1929 году была создана сельскохозяйственная артель им. Ворошилова. Из промышленных предприятий имелись: льнозавод, маслозавод, рыбозавод.
В послевоенные годы на территории Тевриза функционировало 9 промышленных предприятий. Тевризский леспромхоз являлось самым крупным предприятием в районе.
В 1987 году Тевриз приобрел статус посёлка городского типа.
В начале 2000-х годов в поселке функционировали 2 средних школы, Дом культуры, районная библиотека с книжным фондом в 250 тыс. томов, Дом пионеров и школьников, краеведческий музей, музыкальная школа, киноустановка, районная больница на 140 мест; хлебозавод, мясокомбинат, маслозавод (последние два закрылись не позднее 2009 года).

## Население
Динамика численности населения по годам:
| 1787 | 1858 | 1924 | 1939 |
| ---- | ---- | ---- | ---- |
| 132  | 542  | 1359 | 2715 |

| 1959  | 1970  | 1979  | 1989  | 2002  | 2009  | 2010  |
| ----- | ----- | ----- | ----- | ----- | ----- | ----- |
| 4022  | ↗4891 | ↗6564 | ↗7732 | ↘7358 | ↘7212 | ↘6986 |
| 2011  | 2012  | 2013  | 2014  | 2015  | 2016  | 2017  |
| ↘6953 | ↘6749 | ↘6581 | ↘6507 | ↗6651 | ↗6787 | ↗6893 |
| 2018  | 2019  | 2020  | 2021  | 2023  | 2025  |       |
| ↗6916 | ↘6906 | ↗6949 | ↘6769 | ↗6789 | ↘6678 |       |

## Инфраструктура
Функционирует две общеобразовательные школы. Работают библиотека, аптеки, ЦРБ, районный дом культуры, склад-магазин Низкоцен. Почтовое отделение 646560.

## Экономика
АО «Тевризнефтегаз» обеспечивает природным газом Тевризский, Тарский и Знаменский районы. Предприятие убыточно в связи с истощением месторождения. Выставлено на торги администрацией города.

## Образование и культура
- Тевризский детско-юношеский клуб физической подготовки
- Детская школа искусств
- Дом Детского Творчества
- Техникум

## Достопримечательности
- Деревянный мост через озеро Аптечное. Длина моста — 330 метров. Это самый длинный деревянный мост в Омской области, и один из самых длинных деревянных мостов в России.
- Историко-краеведческий музей имени К. П. Кошукова
- Мемориал воинам 1941—1945 годов
- Памятник 30-летию Победы
- Здание 1-го Райисполкома, 1924 года постройки
- Могила священников
- Верстовой столбик в честь открытия почтового отделения 23.09.1915 г.
- Сквер в честь 50-летия организации Лесхоза (1997 г.)
- Памятник В. И. Ленину (1964 г.). С 2014 года памятник в новом постаменте.

## Религия
Населенный пункт был основан в пределах Тобольской епархии. Тевризский приход с Троицкой церковью был открыт в 1794 году.
В начале XXI века в приспособленном помещении был открыт Ильинский храм. На 2011 год велось строительство нового храма. Недалеко от кладбища был построен храм-часовня в честь священномученика Сильвестра Омского. Приход заключил договор с администрацией района по содержанию кладбища, регистрации захоронений и организации похорон.
С 6 июня 2012 года — центр Тевризского благочиния Тарской епархии.
27 сентября 2012 года у "синего" моста через реку Тевриз установлен Поклонный крест.

## Транспорт
Расстояние до Омска речным транспортом — 649 км. Речное пассажирское сообщение по Иртышу в период навигации с Омском, Тобольском, Салехардом (теплоходы «Чернышевский» и «Родина»). Автобусное сообщение осуществляет АО «Омскоблавтотранс» и МУП Резерв.
В межсезонье курсирует паром.

### Аэропорт Тевриз
См. Тевриз (аэропорт)

## Природа
На территории Тевризского района имеются два заказника: Тевризский бобровый заказник и Туйский заказник бобровой дичи. К охраняемым видам животных относятся: бобр западносибирский, осётр сибирский. Из растений охраняются: Венерин башмачок настоящий, Венерин башмачок крупноцветковый.

## Тевризское месторождение
Открыто в 1971 году в результате бурения скважины № 1.  Запасы природного газа Тевризского месторождения утверждены Государственной комиссией по запасам полезных ископаемых в количестве 526 млн. куб. м.

## Известные люди
Виноградов В. А. (1930—2000 гг.) — председатель колхоза им. Ильича.